# Amyttacta farrelli
Amyttacta farrelli är en insektsart som beskrevs av Naskrecki, Bazelet och Spearman 2008. Amyttacta farrelli ingår i släktet Amyttacta och familjen vårtbitare. Inga underarter finns listade i Catalogue of Life.